# Braga
Braga je historické město na severu Portugalska v provincii Minho. Je střediskem oblasti a třetím největším portugalským městem. Místní arcibiskup je primasem Portugalska.

## Historie
Starověké sídlo zvané Bracari obsadili Římané pod vedením Decima Iunia Bruta v letech 138–137 př. n. l., nazvali je Bracara Augusta a učinili centrem stejnojmenného okresu. Roku 283 n. l. se stalo hlavním městem římské provincie Gallaecia. Po pádu říše římské, během stěhování národů roku 411 učinili Bragu svým hlavním městem Svébové a po nich v roce 586 Vizigóti. V letech 561 a 572 se zde konaly křesťanské koncily, odsuzující pohanské praktiky. Po roce 711 oblast připadla Maurům. Křesťané ji dokázali dobýt zpět při reconquistě, kdy se Braga stala součástí hrabství Porto, z něhož se vyvinula portugalská říše. Není známo, kdy byl Braze udělen statut města.

## Památky
Město je známo jako náboženské centrum s množstvím dochovaných historických památek kostelů, kaplí i klášterů.

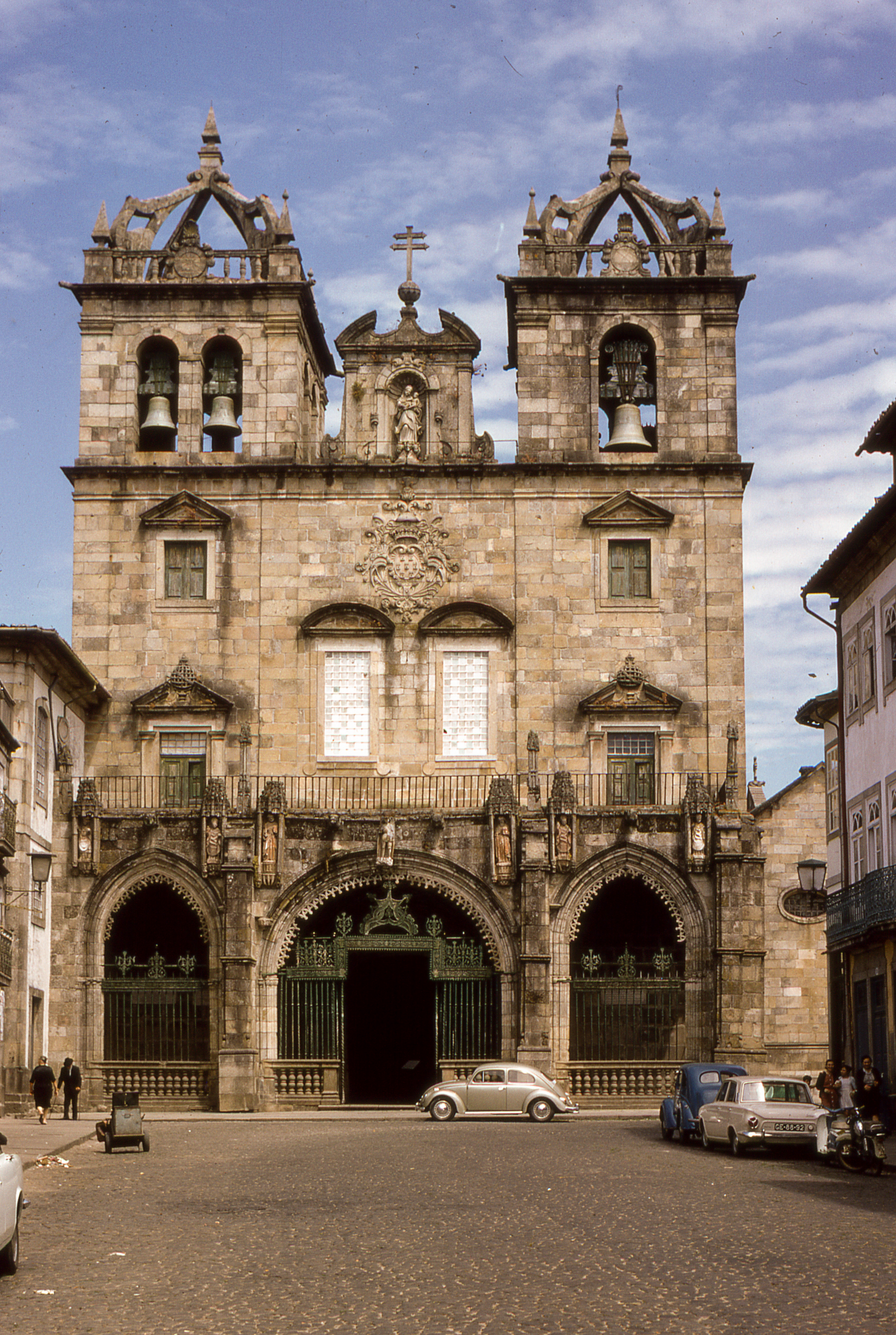
Západní průčelí katedrály Sé Velha

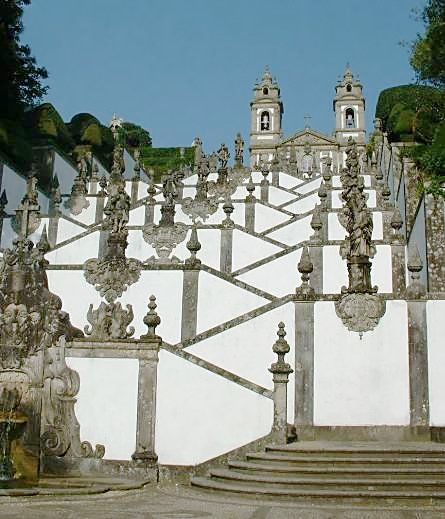
Poutní místo Bom Jesus do Monte

- Katedrála Sé Velha, původem románská trojlodní bazilika s gotickou sochařskou výzdobou fasády a cenným vybavením interiérů; nástěnné malby v mudejarském stylu, manuelitská křtitelnice, královská kaple, v níž se dochoval gotický sarkofág portugalského hraběte Jindřicha Burgundského († 1122), kaple pod věží se sarkofágem infanta Alfonsa;  katedrální klenotnice s uctívaným kalichem biskupa sv. Geralda; Geraldova kaple; křížová chodba kapituly;
- starý biskupský palác
- Palácio dos Biscainhos – barokní šlechtický palác z 18. století, nyní sídlo muzea
- Kostel sv. Kříže (Santa Cruz)
- Kostel sv. Marka
- Praça da República – Náměstí Republiky, centrum města
- Jardim de Santa Bárbara – zahrada sv. Barbory
- Poutní cesta ke kostelu Ježíše Krista z Hory Bom Jesus do Monte vede 6 km na kopec nad Bragou, vede k němu také historická lanovka na vodní pohon. V horní stanici se voda napustí do nádrže v podvozku vagónu a dole se zase vypustí. Patří mezi několik desítek takových lanovek na celém světě.
- Poutní místo Naší Panny Marie ze Sameira je po Fátimě druhé největší portugalské poutní místo; pod prostranstvím kolem chrámu se nachází expozice historie křesťanství.
- Santuário de Sameiro
- Teatro circo – divadlo, původně operetní, stavba z roku 1915
- Kaple svatého Fructuosa – předrománská vizigótská kaple

## Školství
Město je sídlem dvou univerzit: státní Universidade do Minho má dva campusy: v Braze a v Guimarãesu, starší katolická je Universidade Católica Portuguesa.

## Sport
- Fotbalový tým SC Braga byl v roce 2011 finalistou Evropské ligy.
- V basketbalové hale Pavilhão Flávio Sá Leite sídlí Académico Basket Clube.
- Mezinárodní tenisový turnaj mužů ATP Braga Open se zde koná každoročně v září.

## Osobnosti města
- Svatá Engracia († 303), římská mučednice
- Martin z Dumia (okolo 510–520 – okolo 580), arcibiskup z Bragy, prohlášen katolickou církví za svatého
- José Sá (* 1993), fotbalový brankář

## Partnerská města
- Astorga, Španělsko
- Bissorá, Guinea-Bissau
- Clermont-Ferrand, Francie
- Puteaux, Francie
- Rennes, Francie
- Santo André, Brazílie
- São Nicolau, Kapverdy